# Polyalthia longipes
Polyalthia longipes là loài thực vật có hoa thuộc họ Na. Loài này được (Miq.) Koord. & Valeton miêu tả khoa học đầu tiên năm 1903.